# Ponerorchis sichuanica
Ponerorchis sichuanica är en orkidéart som först beskrevs av Kai Yung Lang, och fick sitt nu gällande namn av S.C.Chen, P.J.Cribb och S.W.Gale. Ponerorchis sichuanica ingår i släktet Ponerorchis och familjen orkidéer. Inga underarter finns listade i Catalogue of Life.